# Étienne Dolet

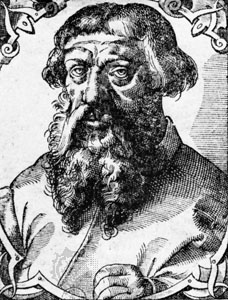
Étienne Dolet

Étienne Dolet (* 3. August 1509 in Orléans; † 3. August 1546 in Paris) war ein französischer Drucker, Verleger, Autor, Übersetzer, Humanist, Latinist und Romanist.

## Leben und Werk

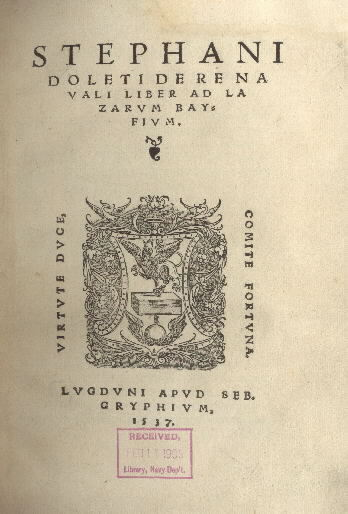
De re navali, Lyon, 1537

Von seiner Geburtsstadt Orléans ging er im Jahre 1521 nach Paris. Dort studierte er u. a. bei Nicolas Bérauld (ca. 1470–ca. 1555), dem Lehrer von Gaspard II. de Coligny. Von Paris führte ihn 1526 sein Weg nach Padua. Seine Lehrer in der nordöstlichen italienischen Stadt waren der Humanist und Altphilologe Marco Musuro und der docteur en théologie Simon de Villanova.
Mit letzterem war er freundschaftlich verbunden. Nach dessen frühem Tod im Jahre 1530 wurde er Sekretär des Bischofs von Limoges Jean de Langeac († 1541), der sich als Botschafter in der Republik Venedig aufhielt. Sodann lebte Dolet für längere Zeit in Venedig. Hier hörte er Vorlesungen von Giovanni Battista Egnazio (1478–1553). 
Ab dem Jahre 1532 ging er nach Toulouse, wo er die Jurisprudenz studierte. In seiner Eigenschaft als Sprecher der französischsprachigen Studenten hielt er zwei Brandreden gegen die „barbarische“ Stadt Toulouse, musste fliehen und ließ sich ab dem 31. August 1534 in der für ihn toleranteren Stadt Lyon nieder. 
Als Dolet am Samstag den 1. Januar 1536 den Maler Guillaume Compaing im Streit oder Notwehr tötete, wurde er zunächst in Haft genommen, aber auf Einwirken von Franz I. wieder auf freien Fuß gesetzt.
Im Jahre 1538 heiratete er die geborene Louise Giraud, mit der er einen Sohn Claude Dolet hatte.
In Lyon publizierte er eigene Werke, zuerst bei Sebastian Gryphius, dann im eigenen Verlag. Von Gryphius lernte er auch das Druckerhandwerk.  Die anfängliche Unterstützung durch den König erwirkte ihm 1538 eine Druckerlaubnis für zehn Jahre, die er erfolgreich nutzte. Er druckte Werke von Clément Marot, von dem mit ihm befreundeten Rabelais und von anderen Autoren, sowie zahlreiche Werke aus dem griechischen und römischen Altertum und aus der Medizin. Ausgerechnet die von ihm verlegte religiöse Literatur führte im Juli 1542 zu seiner Verurteilung durch die Inquisition. Der Todesstrafe entging er nur durch königliche Begnadigung von Franz I.
Am 13. Oktober 1543 kam er in Paris wieder frei, änderte aber nichts an seinen für bestimmte gesellschaftliche Kreise provozierendem Eintreten für „Gedankenfreiheit“ und eine von den Lehren der Kirche unabhängige Weltanschauung.
Der neuerlichen Gefangensetzung am 6. Januar 1544 entzog er sich durch Flucht. Im Exil schrieb er zu seiner Verteidigung das Werk Le Second Enfer (Die zweite Hölle). Bei seiner unvorsichtigen Rückkehr nach Frankreich wurde er am 7. September 1544 aufs Neue eingekerkert und nach knapp zweijähriger Gefangenschaft – inzwischen verlor er die königliche Unterstützung – an seinem 37. Geburtstag auf dem Pariser Platz Maubert erdrosselt und verbrannt.

## Zeitgenössische Bewertungen
Die bedeutende Biographie des Engländers Richard Copley Christie, die 1886 auch auf Französisch erschien, führte im Klima der Dritten Französischen Republik zu einer Rehabilitation Dolets als Vorreiter des aufgeklärten Laientums und Freidenkertums. 1889 wurde ihm auf dem Platz Maubert, Place Maubert eine Bronzestatue errichtet, 1942 jedoch eingeschmolzen und nie wieder aufgestellt.
Die „Association laïque lyonnaise des Amis d’Étienne Dolet“ (um Marcel Picquier) nimmt sich in besonderer Weise seines Gedächtnisses an und gibt auch ein Bulletin heraus. Das „Institut Etienne Dolet“ ist in Lausanne ein Weiterbildungsinstitut für Übersetzer.
In zahlreichen französischen Städten tragen Straßen den Namen Dolets.

## Werke

### Moderne Ausgaben
- Les orationes duae in Tholosam d'Etienne Dolet 1534, hrsg. von Kenneth Lloyd-Jones und Marc Van Der Poel, Genf 1992 (lateinisch und französisch)
- L'Erasmianus sive «Ciceronianus» [1535], hrsg. von  Émile V. Telle, Genf 1974
- Carmina (1538), hrsg. von Catherine Langlois-Pézeret, Genf 2009 (lateinisch-französisch)
- La Manière de bien traduire d'une langue en aultre. De la punctuation de la langue francoyse. Des accents d'ycelle, [Lyon 1540], Paris 1990 (La Manière, Genf 1972)
- De Officio legati. De immunitate legatorum. De legationibus Ioannis Langiachi Episcopi Lemovicensis [Lyon 1541], hrsg. von David Amherdt, Genf 2010
- Le Second Enfer, hrsg. von Claude Longeon, Genf 1978
- Préfaces françaises, hrsg. von Claude Longeon, Genf 1979

### Weitere Werke
- Commentariorum linguae Latinae tomi duo, Lyon 1536–1538
- Formulae latinarum locutionum illustriorum. Stephano Doleto Gallo autore. Prima pars constatas ex nomine, & verbo locutiones habet. Secunda significationem, & constructionem verborum profert. Tertia usum particularum indeclinabilium demonstrat, Lyon 1539; Phrases et formulae linguae latinae elegantiores. Stephano Doleto autore. Cum praefatione Joan. Sturmii. Quibus adiecimus connubium adverbiorum Ciceronianorum Huberti Sussanaei / Nunc denuo recognitae, Straßburg 1576